# Plancius (schip, 1976)
De Plancius is een expeditiecruiseschip. Het werd gebouwd in 1976 als oceanografisch onderzoeksschip voor de Koninklijke Nederlandse Marine onder de naam Hr.Ms. Tydeman (A906). In januari 2007 nam Oceanwide Expeditions uit Vlissingen de Tydeman van de marine over voor 900 duizend euro en noemde het schip naar Petrus Plancius (1552 - 1622), Vlaams astronoom, cartograaf, geograaf en predikant. De Plancius werd verbouwd tot expeditiecruiseschip bij scheepswerf Reimerswaal in Hansweert. Het schip vaart sinds 2009 expeditiecruises naar Arctische en Antarctische wateren.

## Geschiedenis bij de Marine
De Tydeman was genoemd naar Gustaaf Frederik Tydeman, bekend van de Siboga-expeditie. De kiellegging vond plaats op 29 april 1975, de tewaterlating op 18 december 1975, de indienststelling op 10 november 1976. Dertig procent van de tijd voer het schip voor de civiele wetenschap. Op 3 juni 2004 werd de Tydeman bij de marine buitendienst gesteld. Aanvankelijk wilde men de Tydeman verkopen aan de Nigeriaanse marine, maar de Nigerianen betaalden niet.
De Tydeman-breukzone tussen Madeira en de Azoren is naar de Tydeman genoemd. Een andere gegeven naam is de slakkensoort Eulimella tydemani, die in 1998 voor het eerst wetenschappelijk is gepubliceerd.